# Макаскил (Арканзас)
Макаскил (енгл. McCaskill) град је у америчкој савезној држави Арканзас.

## Демографија
По попису из 2010. године број становника је 96, што је 12 (14,3%) становника више него 2000. године.
| Група             | 2000.      | 2010.      |
| Белци             | 56 (66,7%) | 69 (71,9%) |
| Афроамериканци    | 13 (15,5%) | 16 (16,7%) |
| Азијати           | 0 (0,0%)   | 0 (0,0%)   |
| Хиспаноамериканци | 13 (15,5%) | 8 (8,3%)   |
| Укупно            | 84         | 96         |